# Otis Skinner
Pour les articles homonymes, voir Skinner.
Otis Skinner est un acteur américain né le 28 juin 1858 à Cambridge, Massachusetts, et mort le 4 janvier 1942 à New York. Il est le frère cadet de l'écrivain Charles Montgomery Skinner (1852-1907) et le père de l'actrice Cornelia Otis Skinner (1899-1979).

## Filmographie

### Acteur
- 1919 : Tom's Little Star
- 1920 : Kismet, de Louis J. Gasnier : Hajj
- 1930 : Kismet, de John Francis Dillon : Hajj
- 1930 : Warner Bros. Jubilee Dinner (Intimate Dinner in Celebration of Warner Bros. Silver Jubilee) : Mr. Warner Bros. Pictures